# Razdã
Razdã (em armênio: Հրազդան; romaniz.: Hrazdan) é uma cidade da Armênia, capital da província de Cotaique.

## História
Durante a primeira metade do século XVIII, o território tornou-se parte do Canato de Erevã sob o domínio do Império Afexárida e, mais tarde, sob o Império Cajar da Pérsia. Permaneceu sob o domínio persa até 1827-1828, quando a Armênia Oriental foi cedida ao Império Russo como resultado da Guerra Russo-Persa de 1826-1828 e da assinatura do Tratado de Turcamanchai.
Razdã está entre as cidades que foram fundadas e desenvolvidas durante o domínio soviético. A antiga vila de Akhta (ou Nerkin Akhta) - cobrindo as partes do sul da atual Razdã; um território administrativo da RSS da Armênia formado em 1930. Em 1959, a vila de Akhta foi incorporada a um assentamento de tipo urbano conhecido como Razdã. O raion de Akta também foi renomeado como raion de Razdã.

## Demografia
Os residentes de Razdã são originários das regiões de Sassúnia, Carse e Muxe, na Armênia Ocidental, e das regiões de Macu, Salmaste e Coi do atual Irã, que chegaram à Armênia soviética entre 1926-29. Durante o processo de repatriamento, cidadãos de outras regiões da Armênia e armênios da diáspora também foram reassentados em Razdã.